# Потапов, Александр Яковлевич (Герой Социалистического Труда)
Алекса́ндр Я́ковлевич Пота́пов (1911—1984) — начальник комбината «Артёмуголь», Герой Социалистического Труда.

## Биография
Родился 12 октября 1911 года в посёлке Щербиновского рудника (ныне город Дзержинск Донецкой области) в семье шахтёра. В возрасте 14 лет начал работать сначала рассыльным в рудничном комитете угольщиков, затем ламповщиком. Одновременно успешно занимался в ликбезе и самостоятельно освоил школьную программу за семь классов, активно принимал участие в профсоюзной организации шахты.
В январе 1928 года Александра перевели работать табельщиком в расчётный отдел, юноша учился на промрабфаке. В 1930 году Дзержинский райком комсомола рекомендовал его для поступления в Московский горный институт (сегодня – Горный институт НИТУ «МИСиС»).
После окончания института молодой горный инженер был направлен в Черемховский угольный бассейн. Работал начальником участка на шахте имени Кирова треста «Востокуголь», а уже в 1939 году возглавил эту шахту.
В июне 1940 года Александр Потапов был назначен главным инженером треста «Востокуголь», на него были возложены задачи по развитию Черемховского бассейна. В июне 1942 года приказом Наркома угольной промышленности СССР А. Ф. Засядько Александр Яковлевич был назначен на пост управляющего трестом «Кемеровуголь». Перед ним ставились ответственные задачи — за счёт эвакуированных специалистов из Донбасса доукомплектовать штаты действующих шахт, обеспечить развитие фронта горных работ, на каждой шахте вдвое, а на отдельных втрое увеличить объём добычи угля. Кроме того, развернуть строительство новых шахт и в кратчайшие сроки ввести их в строй.
Коллективом треста «Кемеровуголь» Александр Яковлевич руководил более пяти лет и был удостоен государственных наград — орденов Трудового Красного Знамени и «Знак Почёта», медали «За доблестный труд в годы Великой Отечественной войны 1941—1945 гг.». С января 1948 года около двух лет Потапов трудился заместителем начальника комбината «Кузбассуголь», затем перевёлся в Донбасс из-за болезни дочери.
С октября 1949 года он работал начальником шахты № 5—6 имени Димитрова в городе Красноармейске Донецкой области. А с июля 1950 года на протяжении более 10 лет — управляющим трестом «Красноармейскуголь». В эти годы в коллективах шахт треста достигнуты самые высокие показатели в использовании углевыемочной техники и цикличной организации труда в очистных забоях. За высокопроизводительный труд управляющий трестом Александр Яковлевич Потапов был награждён орденами Ленина и Трудового Красного Знамени, а также удостоен звания «Заслуженный шахтёр УССР».
В декабре 1961 года Потапов был назначен начальником комбината «Артёмуголь» и в этой должности проработал около 10 лет. В 1966 году Указом Президиума Верховного Совета СССР Потапову Александру Яковлевичу было присвоено звание Героя Социалистического Труда с вручением ордена Ленина и золотой медали «Серп и Молот».
Избирался депутатом Донецкого областного совета, а в 1963 году — депутатом Верховного Совета УССР от Горловского избирательного округа.
Умер 29 октября 1984 года, похоронен в городе Донецке, на Мушкетовском кладбище.